# كن ذكيا
كن ذكياً (بالإنجليزية:  Get Smart)‏ هو فيلم أمريكي كوميدي صدر عام 2008 للمخرج بيتر سيجال. وهو محاكاة للملسلسل التلفزيوني الذي يحمل الاسم نفسه وأذيع في الستينيات من القرن الماضي لميل بروكس وباك هنري. يؤدي دور البطولة ستيف كاريل كماكسويل سمارت وآن هاثاواي كالعميلة 99.

## قصة الفيلم
يتكفل جاسوسان خارقان بإنقاذ العالم من عصابة مشينة تطلق على نفسها اسم (كايوس).

## وصلات خارجية
- كن ذكيا على موقع IMDb (الإنجليزية)
- كن ذكيا على موقع ميتاكريتيك (الإنجليزية)
- كن ذكيا على موقع الموسوعة البريطانية (الإنجليزية)
- كن ذكيا على موقع روتن توميتوز (الإنجليزية)
- كن ذكيا على موقع نتفليكس (الإنجليزية)
- كن ذكيا على موقع قاعدة بيانات الأفلام العربية
- كن ذكيا على موقع ألو سيني (الفرنسية)
- كن ذكيا على موقع Turner Classic Movies (الإنجليزية)
- كن ذكيا على موقع أول موفي (الإنجليزية)
- كن ذكيا على موقع بوكس أوفيس موجو (الإنجليزية)

1. ↑  مذكور في: تفريغات بيانات Freebase. الناشر: جوجل.
2. ↑  "قاعدة بيانات الأفلام على الإنترنت" (بالإنجليزية). Retrieved 2017-04-14.{{استشهاد ويب}}:  صيانة الاستشهاد: لغة غير مدعومة (link)
3. ↑  مذكور في: قاعدة بيانات الأفلام التشيكية السلوفاكية. لغة العمل أو لغة الاسم: التشيكية. تاريخ النشر: 2001.
4. ↑  مذكور في: بوكس أوفيس موجو. الوصول: 7 مارس 2019. لغة العمل أو لغة الاسم: الإنجليزية.